# Поетика (Аристотел)
Поетика (грч. Ποιητικός) је Аристотелово дело написано око 335. п. н. е. које говори о песничкој вештини, односно уметности (грч. τέχνη - вештина, умеће, уметност). Верује се да је Поетика сачињена од бележака Аристотелових ученика са предавања у Лицеју. Ово дело је својим учењем о трагедији извршило огроман утицај на потоњу естетичку мисао у европској култури.
Уобичајени превод грчког термина поесис је песништво или поезија. Платон и Аристотел су под тим термином подразумевали све подражавалачке (миметичке) вештине. Платон у Гозби каже: Поезис је све оно што чини да нешто пређе из небића у биће. Стога и творевинама свих уметности (технаи) лежи у основи поесис и сви су њихови творци поете... Но ти ипак знаш да их ми не зовемо поетама, него добијају друге називе....